# Norderney
Norderney (Fries: Nordeneach, Nedersaksisch: Nörderneei) is een van de Duitse Waddeneilanden. Het eiland is in zijn geheel een gemeente in de Duitse deelstaat Nedersaksen behorende tot het Landkreis Aurich, en heeft sinds 1948 officieel de status van stad. Het eiland is ongeveer 14 kilometer lang en 2 kilometer breed, heeft een oppervlakte van zo'n 25 km² en telt circa 6000 inwoners. De gelijknamige hoofdplaats ligt aan de westkant van het eiland en is een belangrijk thalasso-kuuroord. Norderney kan zowel per vliegtuig als veerboot bereikt worden. Ook kunnen vanuit Norderney Borkum, Juist, Baltrum, Langeoog en Helgoland worden bereikt.
Er zijn naast de hoofdplaats nog twee nederzettingen op Norderney, de vissershaven en het dorp Nordhelm. Beide liggen ook in het westen van het eiland en zijn vrijwel vastgebouwd aan de hoofdplaats.

## Geografie

### Ligging

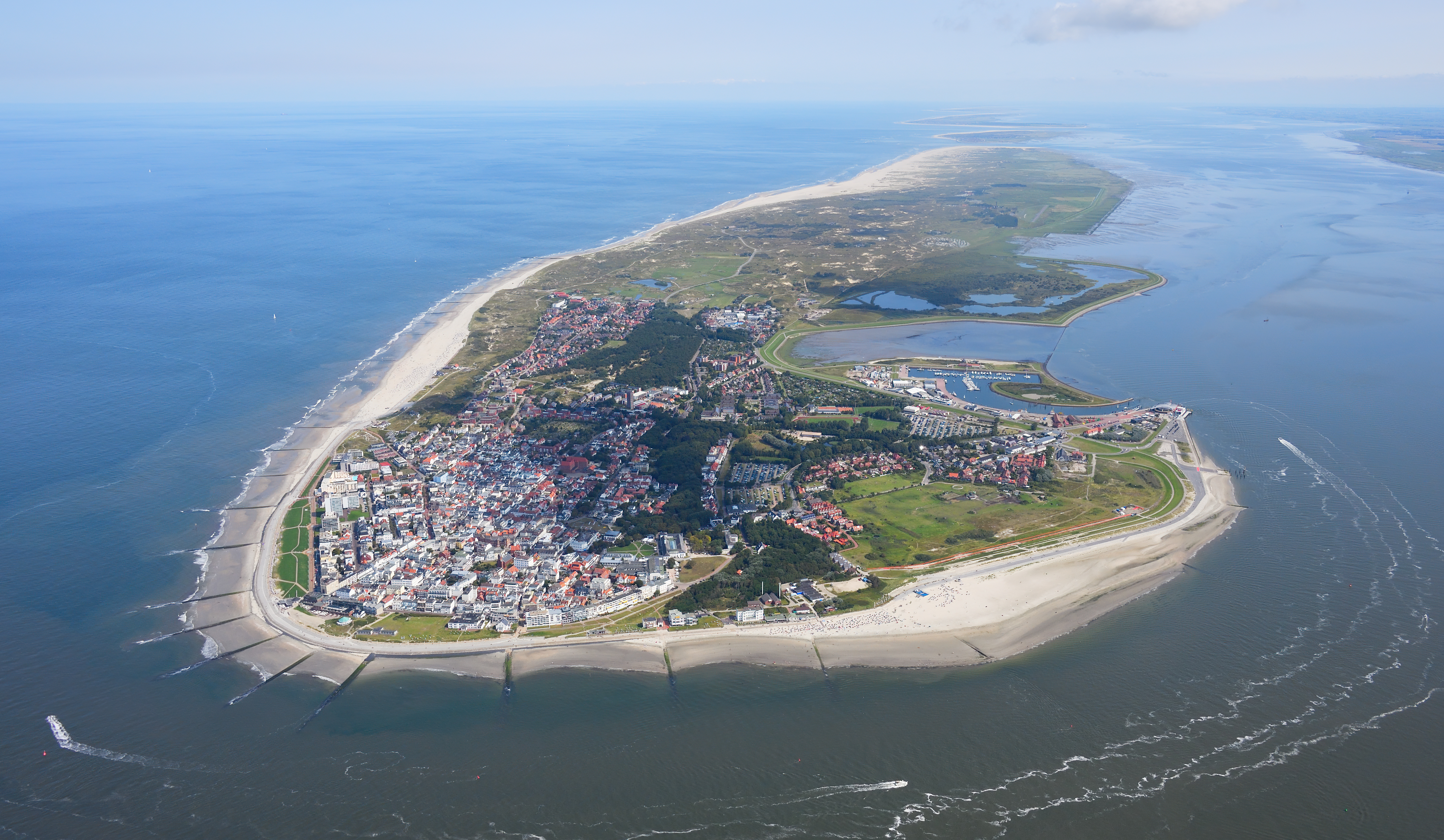
Luchtfoto van het eiland Norderney met de stad vanuit westelijke richting

Norderney is een van de Oost-Friese eilanden die in het noordwesten van Duitsland in de Duitse Bocht vlak boven de zeespiegel (hoogte 5 m) liggen. De zeven bewoonde eilanden en de vijf onbewoonde grotere zandbanken, zandplaten en eilanden liggen voor de kust van de regio Oost-Friesland in de deelstaat Nedersaksen. Het eiland behoort tot de Landkreis Aurich. Vanuit het westen gezien is Norderney het derde bewoonde Oost-Friese eiland. Norderney heeft een oppervlakte van 26,29 km² en een lengte van 14 kilometer in oost-westelijke richting. Op het breedste punt aan de westpunt en in het midden van het eiland is het eiland tot 2,5 km breed. Het eiland is daarmee naar oppervlakte het negende eiland van Duitsland en na Borkum het op een na grootste Oost-Friese eiland. Over de gehele noordzijde van het eiland ligt een zandstrand van ongeveer 14 kilometer lengte, dat in het stadsgebied door een deklaag afgeschermd is, ter bescherming van het eiland tegen hoogwater en stormvloeden; deze deklaag dient ook als voetgangerspromenade.
De in het westelijke deel gelegen stad heet eveneens Norderney en is in vergelijking de meest verstedelijkte van de zeven Oost-Friese eilandgemeenten. De grootte van het stadsgebied bedraagt een vijfde van het eilandoppervlak en het heeft samen met het bedrijventerrein een maximale omvang van 2,5 km in oost-westelijke richting en 2 km in noord-zuidelijke richting. De bebouwde oppervlakte bedraagt in totaal 152 hectare.
Norderney is van het oostelijke buureiland Baltrum door het smalle zeegat de Wichter Ee gescheiden. De afstand tussen de stad Norderney tot aan de plaats Baltrum bedraagt ongeveer 15 kilometer. In westelijke richting is het eiland Juist ongeveer drie kilometer verwijderd, tot het centrum van de gemeente Juist is dit circa 11 kilometer. Tussen Norderney en Juist ligt het brede Norderneyer Seegatt en verder naar het westen het Spaniergatt.
Het vasteland is tussen drie en zes kilometer van het eiland verwijderd. Buurplaatsen op het vasteland zijn de stad Norden, de gemeente Hagermarsch in de Samtgemeinde Hage en een klein gedeelte van de gemeente Dornum, die alle in de landkreis Aurich liggen. In het stadsdeel Norddeich bevindt zich de veerhaven en iets verder richting het oosten een vliegveld vanwaaruit vluchten naar Norderney mogelijk zijn.

### Geologie
| ■ Stadsgebied ■ Kwelder |  | ■ Duinen ■ Strand |

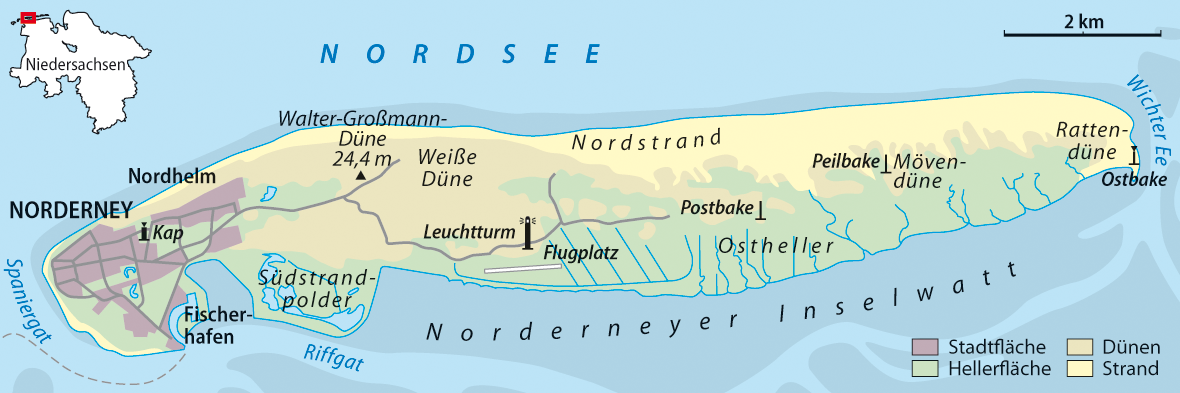
Overzichtskaart van het eiland Norderney
----

Norderney is, zoals alle Oost-Friese eilanden, geen overblijfsel van het vroegere vasteland en onderscheidt zich daarmee enigszins van de Noord-Friese Waddeneilanden. Het eiland Norderney ligt op een in het pleistoceen en in het daarop volgende holoceen gevormd continentaal plat. De pleistocene lagen bestaande uit smeltwaterzanden, keileem en duin- en rivierzanden bevinden zich tegenwoordig ongeveer tien tot twintig meter onder de zeespiegel. Ook de daarboven afgezette turf- en brak watersedimenten uit het holoceen liggen onder de zeespiegel. In het midden van het eiland, bijvoorbeeld ter hoogte van de vuurtoren, bestaat de ondergrond nog tot op 30 meter diepte uit voornamelijk marine afzettingen.
Ongeveer 10.000 jaar geleden strekte het vasteland zich nog ver in de huidige Noordzee uit tot de Doggerbank en de Engelse kust. Als gevolg van het smelten van het ijs na de laatste ijstijd en het als gevolg daarvan stijgen van de zeespiegel begon 7500 jaar geleden het onderlopen van de huidige Duitse Bocht. Door het samenspel van de uit het westen komende stroming en wind zette zich zand af, dat zich tot zandbanken en eilandachtige platen ontwikkelde. De zandaccumulatie, die bij vloed niet meer overstroomde, vormde de basis voor de opkomst van pioniersplanten. Deze planten verstevigden met hun wortels de zandbodem, wat vervolgens weer de vorming van duinen en de groei van het eiland mogelijk maakte.
De kust van Norderney staat onder invloed van het getij wat in de tijden van de eerste bewoning al een probleem was met de kustverdediging. In de achttiende eeuw was er een brede duingordel aanwezig waarachter de huizen werden gebouwd zodat deze beschut stonden tegen de wind. Net zoals alle andere Waddeneilanden loopt Norderney langzaam richting het oosten door toedoen van het getij. Tussen 1650 en 1960 is het eiland zes kilometer naar het oosten gelopen. Tussen Norderney en Juist ligt een zeegat met een diepte van 20 meter. Dit gat zorgt viermaal per dag voor een sterke getijdenstroming, zowel bij eb als bij vloed. Tijdens het getij wordt er 192 miljoen kubieke meter water verplaatst. Het westelijke deel van het eiland heeft echter een fundament van klei en leem wat de bodem stevigheid geeft. Dit zorgt ervoor dat de getijdestromen van het zeegat een bodemdaling op de stranden op het westelijk deel van het eiland veroorzaakt. Het strand zal op een gegeven moment wegzinken in de zee. In de negentiende eeuw leidde een verandering aan de zandtoevoer tot een verhoging van het zand en het verdwijnen van de nabijgelegen zeereep. Om de kusterosie tegen te gaan zijn er waterkeringen aangelegd. De laatste golfbreker werd in 1953 voltooid.
Als gevolg van de deels sterke getijdenstroming uit noordelijke en westelijke richting drift Norderney net als de andere Oost-Friese eilanden in oostelijke richting. De bodem van het eiland bestaat aan de westkaap uit verschillende klei- en leemlagen, waardoor beschermingsmaatregelen noodzakelijk zijn. In 1858 werd voor het eerst een beschermingsdeklaag aangelegd, waardoor de westelijke kaap tegen de getijdenkracht en de daarmee verbonden kusterosie beschermd werd. Het oostelijk deel van het eiland groeide echter sinds 1650 door het aanspoelen van zand en sedimenten over een lengte van vijf à zes kilometer. Het natuurlijk gevormde strand heeft op enkele plaatsen een breedte van meer dan 200 meter.
Het hoogste natuurlijke punt van het eiland en de gehele Oost-Friese eilandketen is de naar de uit Norden in Oost-Friesland stammende geodeet Walter Großmann vernoemde Walter-Großmann-Düne. Het gaat hierbij om een in de buurt van de Weißen Düne in het midden van het eiland gelegen zandduin met een hoogte van 24,4 m boven NN. Het duin is daarmee ook het hoogstgelegen punt van heel Oost-Friesland. Het eiland ligt gemiddeld 3 tot 5 meter boven NN. Op enkele van de hogere duinen, die tussen 10 en 20 meter boven NN hoog liggen, zijn uitkijkplatforms met veelal informatieborden over het eiland en het nationaal park ingericht. Enkele van de markante duinen hebben in de loop der tijd namen gekregen, zoals Georgshöhe (20 m) en Marienhöhe (11,5 m) in het stadsgebied en Mövendüne (11 m), Senderdüne (21 m) en Rattendüne (5,5 m) op het oostelijk deel van het eiland.
Als gevolg van de geologische omstandigheden op het eiland kon zich een zoetwaterlens vormen. Deze ontstond door infiltratie van het regenwater, dat in de zandige bodem het zwaardere zoutwater tot op een diepte van 80 m verdrong. De grootte van de lens is afhankelijk van klimatologische schommelingen, maar desalniettemin kan er op het eiland ongeveer 900.000 kubieke meter opgepompt worden. Het grondwater heeft een lichtgele kleur, als gevolg van het oplossen van turf- en leemafzettingen. Om de zoetwaterlens bij stormvloeden tegen het indringen van zoutwater te beschermen, werden in de loop der tijd de randduinen van het eiland versterkt.

### Grondgebruik
In het gebied ten oosten van de stad Norderney wordt nog landbouw en veeteelt bedreven. Het gaat hierbij voornamelijk om paardenweiden en weiden in de polders waarop onder andere Galloway-runderen worden gehouden. In totaal zijn er in mei 2007 acht agrarische bedrijven actief met een gezamenlijke oppervlakte van 147,3 hectare. In de 19e eeuw werd geprobeerd op de talrijke kwelders gerst en andere graansoorten te verbouwen. Dit werd wegens magere opbrengsten als gevolg van de zandige bodem weer gestopt. Tegenwoordig worden op Norderney vanwege de ligging in het nationaal park geen gronden meer voor de landbouw gebruikt. Het staatsdomein Eiland werd in 1929 als boerderij gebouwd, om tot in de jaren 1970 als melkveehouderij dienst te doen. Vanwege infrastructurele veranderingen en de teruggang in opbrengst stapte men over op het toerisme, zodat het domein tegenwoordig als camping dienstdoet.
De oostelijke helft van het eiland is in 2016 geheel beschermd en wordt niet gebruikt voor landbouw of veelteelt. Het terrein mag door bezoekers alleen te voet betreden worden.

## Geschiedenis
Norderney is het jongste eiland van de zeven Oost-Friese Waddeneilanden. Norderney bestaat als "zelfstandig" eiland pas sinds het midden van de 16e eeuw. Circa 400 jaar voor deze datum lag op waar Norderney nu ongeveer ligt een ander eiland, Buise.
Vermoed wordt dat het eiland in 1362 tijdens de Tweede Marcellusvloed in tweeën brak, waarvan het oostelijk deel de naam Osterende verkreeg. Buise zelf werd kleiner en kleiner tot het geheel door de zee werd verzwolgen. Osterende werd groter en groter. Het eiland is voor het eerst schriftelijk vermeld in 1650 in een rekenboek van Gravin Anna als Norder neys Oog. Norder neys Oog betekent: het nieuwe oog (eiland) van Norden. Later is dit verbasterd tot Norderney.

## Biologie

### Flora en fauna

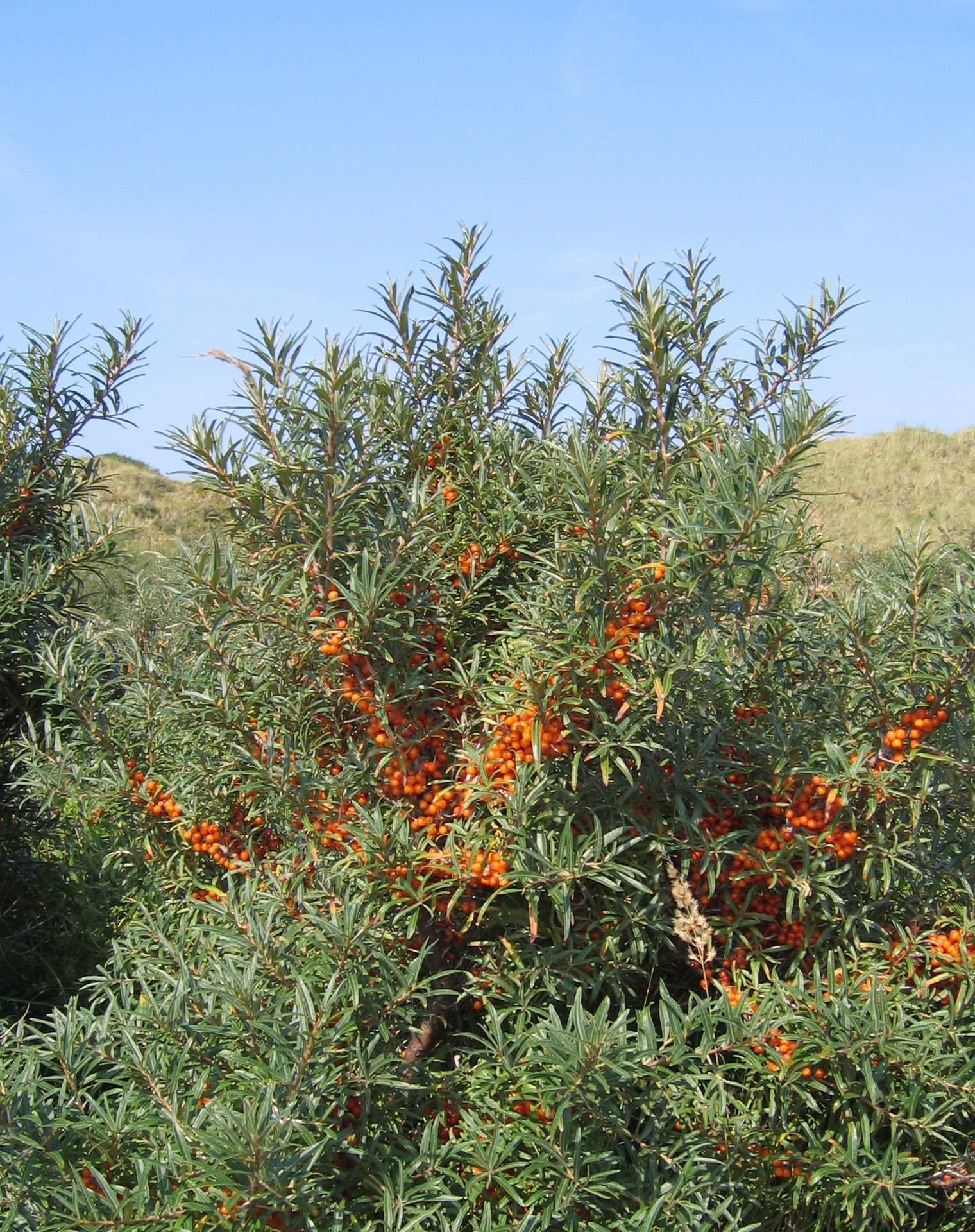
De duindoorn is een plant die veel voorkomt op Norderney

Norderney bestaat niet zoals de andere eilanden uit een vaste ondergrond, het eiland is ontstaan door zand afgezet door de Waddenzee. Dit had als gevolg dat de bodem onvruchtbaar was en er weinig vegetatie groeide op een aantal pionierssoorten na. Doordat de wind het zand deed opstuiven is er een duinenrij ontstaan waar de eerste planten begonnen te groeien. Door de vorming van deze duinen zijn verschillende habitats ontstaan waar verschillende soorten flora en fauna zich kunnen handhaven. Op het eiland komen grijze, witte en bruine duinen voor. Eveneens komen er duinvalleien voor op het eiland.
De voorste duinenrij aan de noordzijde van het eiland is belangrijk voor de kustverdediging van het eiland. Om die reden is de duinenrij versterkt door middel van houten constructies om de veiligheid te kunnen waarborgen. Deze duinenrij is de jongste en bestaat uit zand dat gewassen is door het zoute zeewater. Het gebied overstroomt regelmatig met zeewater waardoor er vooral zoutminnende planten voorkomen zoals planten van de geslachten kweekgras (Elymus) en Cakile. Zonder het zoute zeewater blijven er door de successie zandhaver (Leymus arenarius) en helm (Ammophila arenaria) over. Helm beschermt de duinen tegen erosie.
Verder landinwaarts liggen de grijze duinen waar de bodem bedekt is met een dikkere humuslaag en de begroeiing dichter op elkaar staat. Deze vegetatie bestaat voornamelijk uit duindoorn (Hippophae rhamnoides) en de kruipwilg (Salix repens). Daarnaast groeien er diverse grassen en korstmossen op de grijze duinen. In de duinvalleien, die centraal op het eiland liggen groeien ronde zonnedauw (Drosera rotundifolia), wolfspoot (Lycopus europaeus), koningsvaren (Osmunda regalis) en hondsviooltje (Viola canina). De struiklaag bestaat voornamelijk uit bessenstruiken.
In de zoutere gedeelte aan de zuidkant van het eiland groeit voornamelijk zeekraal en gewoon kweldergras (Puccinellia maritima). De zeekraal is in het verleden gebruikt voor landwinning omdat de wortels zorgen voor extra opname van stikstof in de bodem. Dit land wordt deels gebruikt voor het fokken van galloway runderen en paarden nadat er een ringdijk omheen is aangelegd. De recent ontwaterde gedeeltes worden echter niet gebruikt omdat het zoutgehalte in de bodem te hoog is. Op Norderney zijn in totaal 500 soorten planten aanwezig, nadat men in de achttiende eeuw is begonnen met de aanplant van bossen. Vandaag de dag is er 50 hectare bos aanwezig op het eiland. Het westelijke deel van het eiland bestaat voornamelijk uit dennenbossen terwijl het oostelijk deel van het eiland voornamelijk bestaat uit de soorten van de geslachten els (Alnus) en populier (Populus).

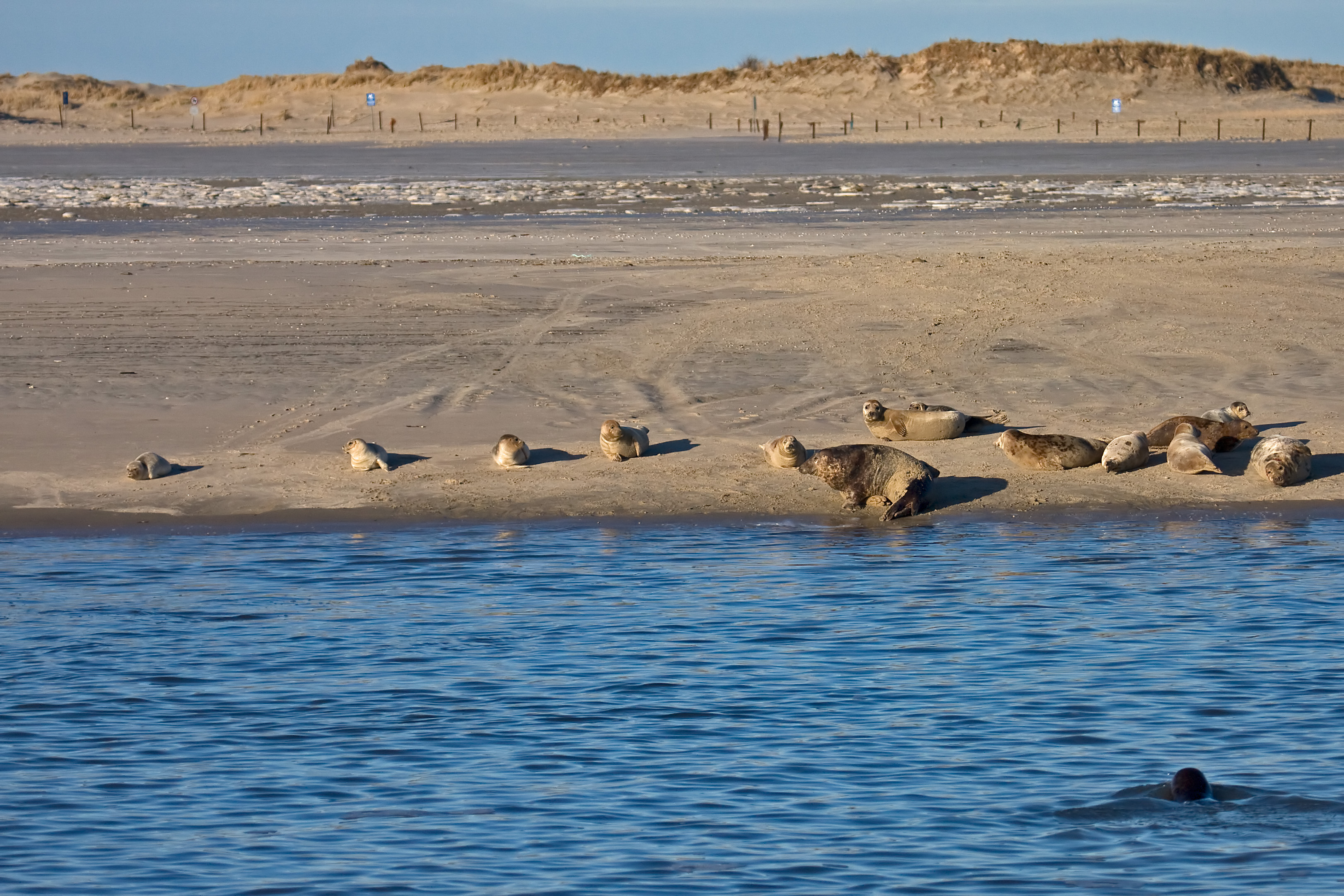
Grijze zeehonden aan de noordkant van het eiland

De fauna op Norderney bestaat voornamelijk uit vogels, in totaal 95 verschillende soorten. Tijdens de vogeltrek rusten er grote aantallen trekvogels op het eiland. De schorren en dijken worden door de grauwe gans gebruikt als foerageergebied. De vogels halen hun voedsel voornamelijk uit de Waddenzee en gebruiken het eiland als broedgebied. De grauwe gans verblijft voornamelijk op de schorren nabij de dijken. De meest voorkomende soorten op het eiland zijn de kokmeeuw en de zilvermeeuw die goed zijn voor ongeveer 1200 broedparen. In hetzelfde habitat komen tevens merels, mussen en diverse soorten eenden voor. Nabij de steden komen vooral veel kraaien voor. In het oostelijke deel van Norderney komen vooral vogels voor zoals de kievit, de kanoet, bergeend, scholekster en vogels uit de familie van strandlopers en snippen (Scolopacidae). Verder komen op het eiland de tureluur, witoogeend, noordse stern, de goudplevier, de tapuit en de roerdomp voor. Deze soorten foerageren in de wetlands aanwezig op het eiland. Ook broeden op het eiland lepelaars. Verder komen er roofvogels voor zoals de havik, bruine- en blauwe kiekendief en diverse soorten uilen. Over het gehele eiland komen fazanten voor. Op het eiland leven herten en konijnen die in 1620 geïntroduceerd zijn voor de jacht. Deze soorten hebben geen natuurlijke vijanden op het eiland waardoor tot heden en dage de populatie in stand gehouden moet worden door middel van jacht. Een andere methode die wordt gebruikt is het kort maaien van de weilanden zodat de herten en konijnen niet voldoende voedsel hebben waardoor deze dood gaan. Nabij het eiland komen zowel de grijze als de gewone zeehond voor. De zeehondenpopulaties zijn in 1980 getroffen door een ziekte. Later heeft de populatie zich weer hersteld.
Rond en op het eiland komen meerdere soorten vissen en geleedpotigen voor waarvan ongeveer 70 soorten inheems zijn. De meest vissen komen uit de familie van de grondels (Gobiidae) en uit de familie van de platvissen (Pleuronectiformes). Er komen krabben, de noordzeegarnaal, zeesterren, oesters en mosselen voor. Daarnaast komen er nog diverse minder voorkomende schaaldieren voor. Er komen ook diverse soorten pieren voor waarvan de bekendste de zeepier is.

### Nationaal Park Nedersaksische Waddenzee
Norderney maakt onderdeel uit van het Duitse Nationaal Park Nedersaksische Waddenzee, wat sinds 2009 deel uitmaakt van de IUCN, een lijst met beschermde natuurgebieden. Het park strekt zich uit van de zeearm Eems in Nederland tot aan de Oost-Friese Waddeneilanden gelegen nabij de Jadeboezem en de rivier de Elbe. Het park wordt sinds 1991 beheerd vanuit een kantoor op Norderney. Het bezoekerscentrum van het nationaal park op Norderney heeft een tentoonstelling over het leven in de Noordzee en in de Waddenzee. Het eiland telt meerdere paden, waarvan sommige deel uitmaken van educatieve routes. Vroeger werden deze paden gebruikt voor de smokkel. Bij een stijging van het waterpeil van meer dan 70 centimeter wordt de duin-Hellerweg onbegaanbaar omdat deze overstroomt.
Geheel Norderney is onderdeel van het nationale park, met uitzondering van het vliegveld en de infrastructuur, die geëxclaveerd zijn. Het eiland is onderverdeeld in drie milieuzones, die elk een andere beschermstatus genieten. Zone III omvat de westelijk en noordelijk gelegen stranden, het noordelijk deel van het eiland de witte duinen, het naturistenstrand en de duinovergang ten noorden van de Osthellerparkplatzes. Beschermingszone II omvat het oude havengebied en de op het eiland gelegen golfbaan. De overige delen van het eiland behoren tot zone I.
Sinds 1961 zijn er instandhoudingsdoelen voor de wateren en de weidevogelpopulatie in de Südstrandpolders op het eiland. Deze polder is het oudste natuurreservaat van het eiland. Sinds 1986 gelden de doelen ook voor de rest van het eiland. Tijdens de Tweede Wereldoorlog (1940-1941) is een deel ter grootte van 140 hectare omdijkt voor de bouw van een militair vliegveld. Na de Tweede Wereldoorlog werd er nauwelijks aan natuurbeheer gedaan op het eiland, waardoor successie vrij spel had. In 1987/1988 is er begonnen met het omdraaien van de successie en het herstellen van de moerasvegetatie op het eiland. Delen van het eiland zijn ter voorkoming van de verstoring en verontrusting van de natuur afgesloten voor het publiek.

## Politiek
Norderney is formeel een stad. De gemeenteraad van het eiland bestaat sinds de laatste verkiezingen uit zestien gekozen leden en de burgemeester. De samenstelling is als volgt:
| Partij/Groepering      | 2011 | 2016 |
| ---------------------- | ---- | ---- |
| CDU                    | 3    | 3    |
| SPD                    | 6    | 5    |
| Freie Wähler Norderney | 3    | 2    |
| Bündnis 90/Die Grünen  | 3    | 2    |
| FDP                    | 1    | 4    |

Burgemeester van de stad Norderney is Frank Ulrichs van de SPD.

### Jumelage
Sinds 1990 heeft Norderney een jumelage met Garz op het eiland Rügen in de deelstaat Mecklenburg-Voor-Pommeren.

## Verkeer
Hoewel auto's vanaf het vasteland meegenomen mogen worden naar Norderney, is het gebruik aldaar sterk ingeperkt. De auto's moeten worden geparkeerd op een van de twaalf daarvoor bestemde parkeerterreinen. Uitzondering hierop vormen vakantiewoningen en hotels die over een eigen parkeermogelijkheid beschikken.
Men mag alleen met de auto in Nordhelm komen om bagage te brengen en te halen. Buiten de bebouwde kom geldt een maximumsnelheid van 50 km/h en een rijverbod van 20:00 uur tot 06:00 uur. Binnen de bebouwde kom geldt een snelheidslimiet van 30 km/h. Wie niet kan beschikken over een auto kan terugvallen op taxi's of bus. Er zijn vijf lijndiensten op het eiland.

## Afbeeldingen

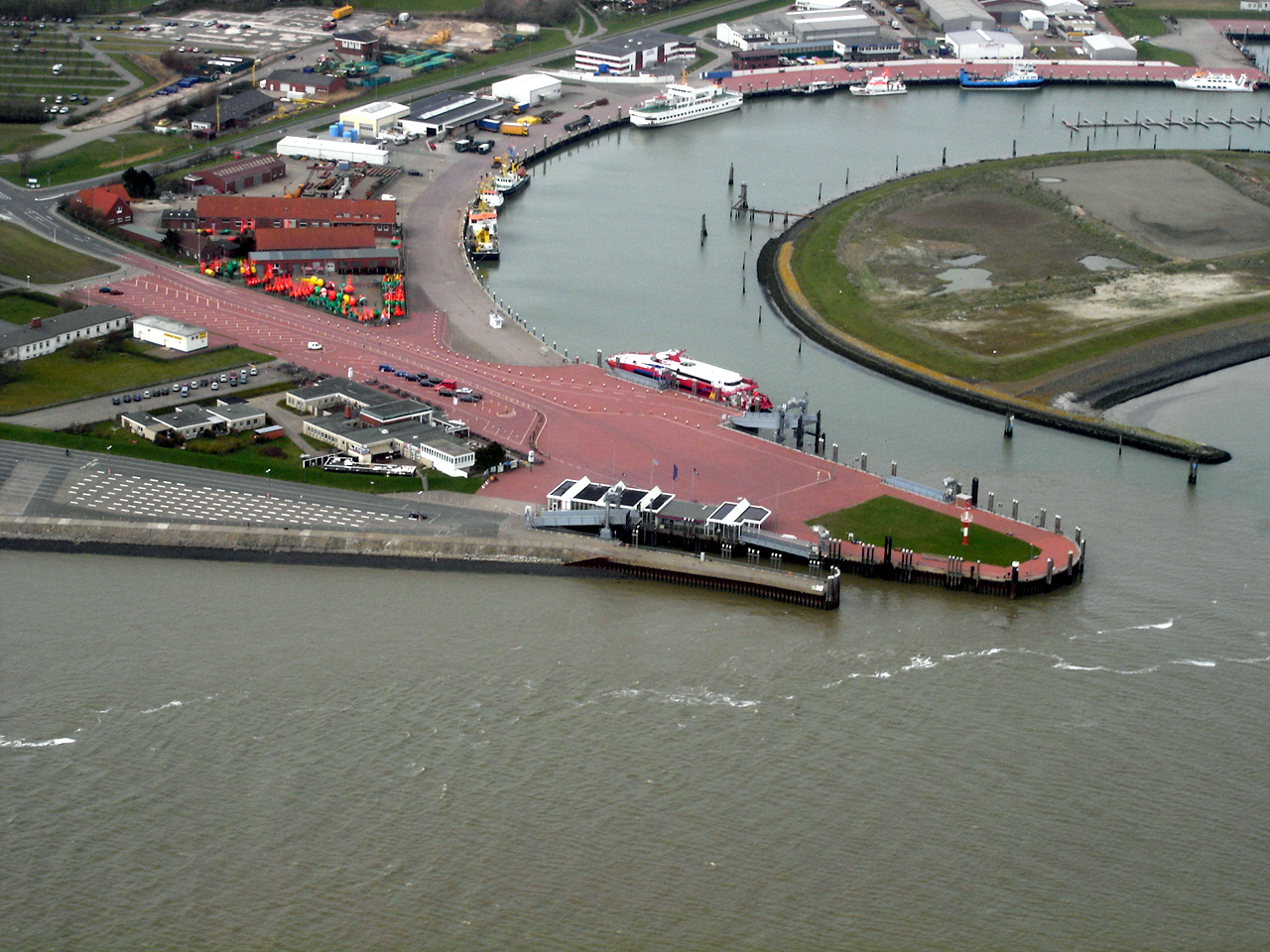
Haven
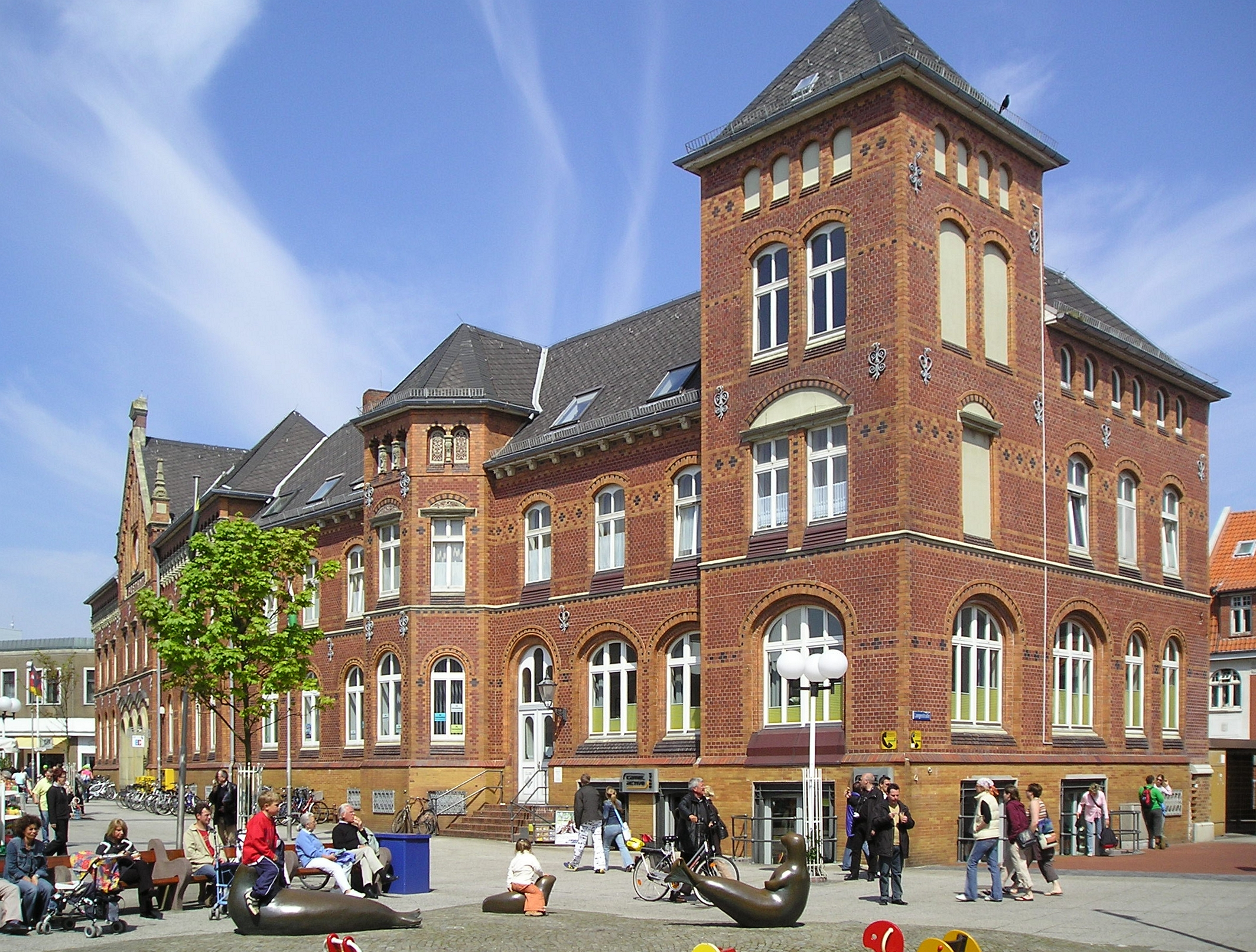
Het voormalige postkantoor
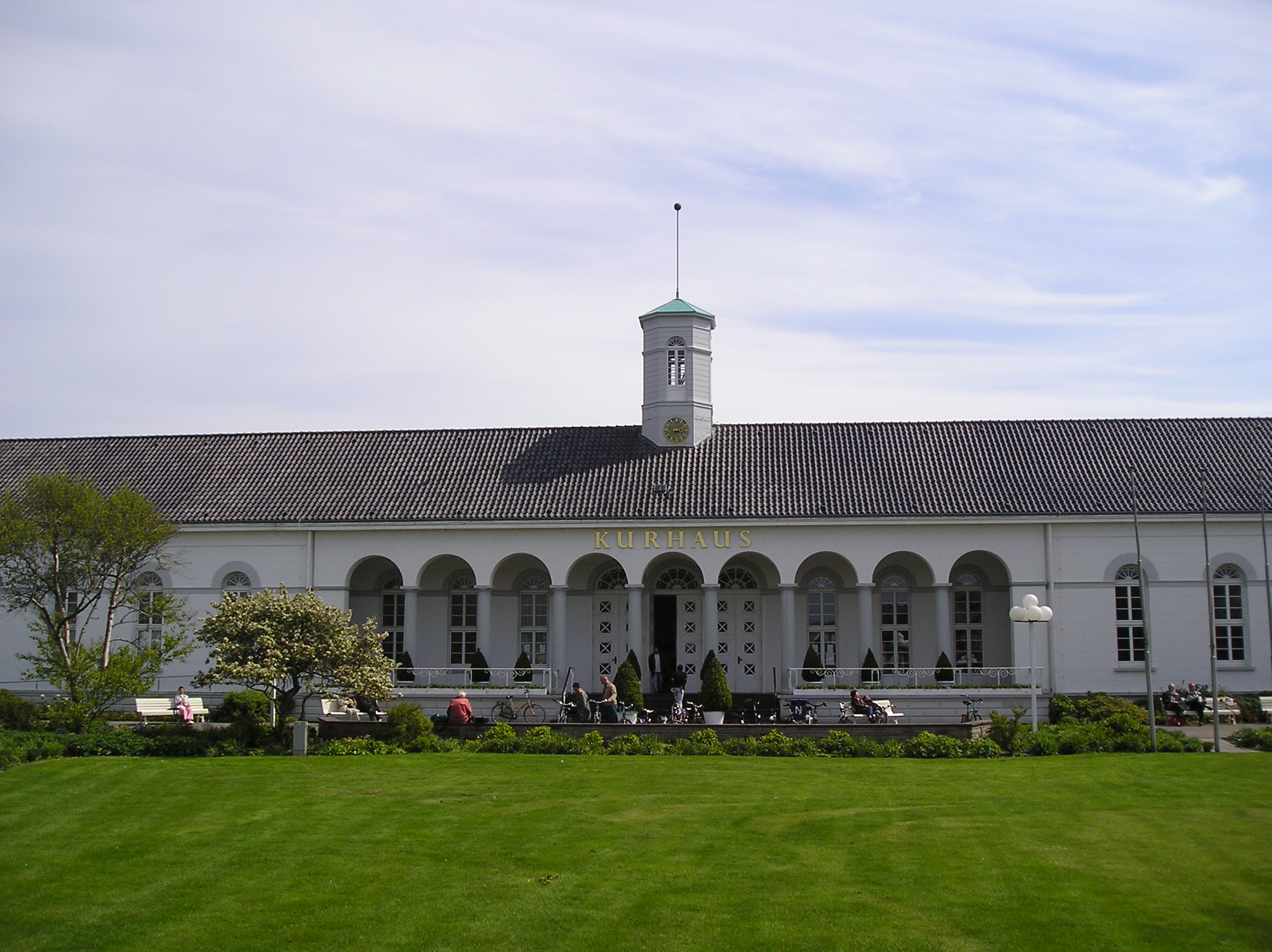
Het kuurgebouw op Norderney